# Trichotettix
Trichotettix is een geslacht van rechtvleugeligen uit de familie sabelsprinkhanen (Tettigoniidae). De wetenschappelijke naam van dit geslacht is voor het eerst geldig gepubliceerd in 1873 door Stål.

## Soorten
Het geslacht Trichotettix omvat de volgende soorten:
- Trichotettix nuda Beier, 1960
- Trichotettix pilosula Stål, 1873